# Hidcote Manor Garden

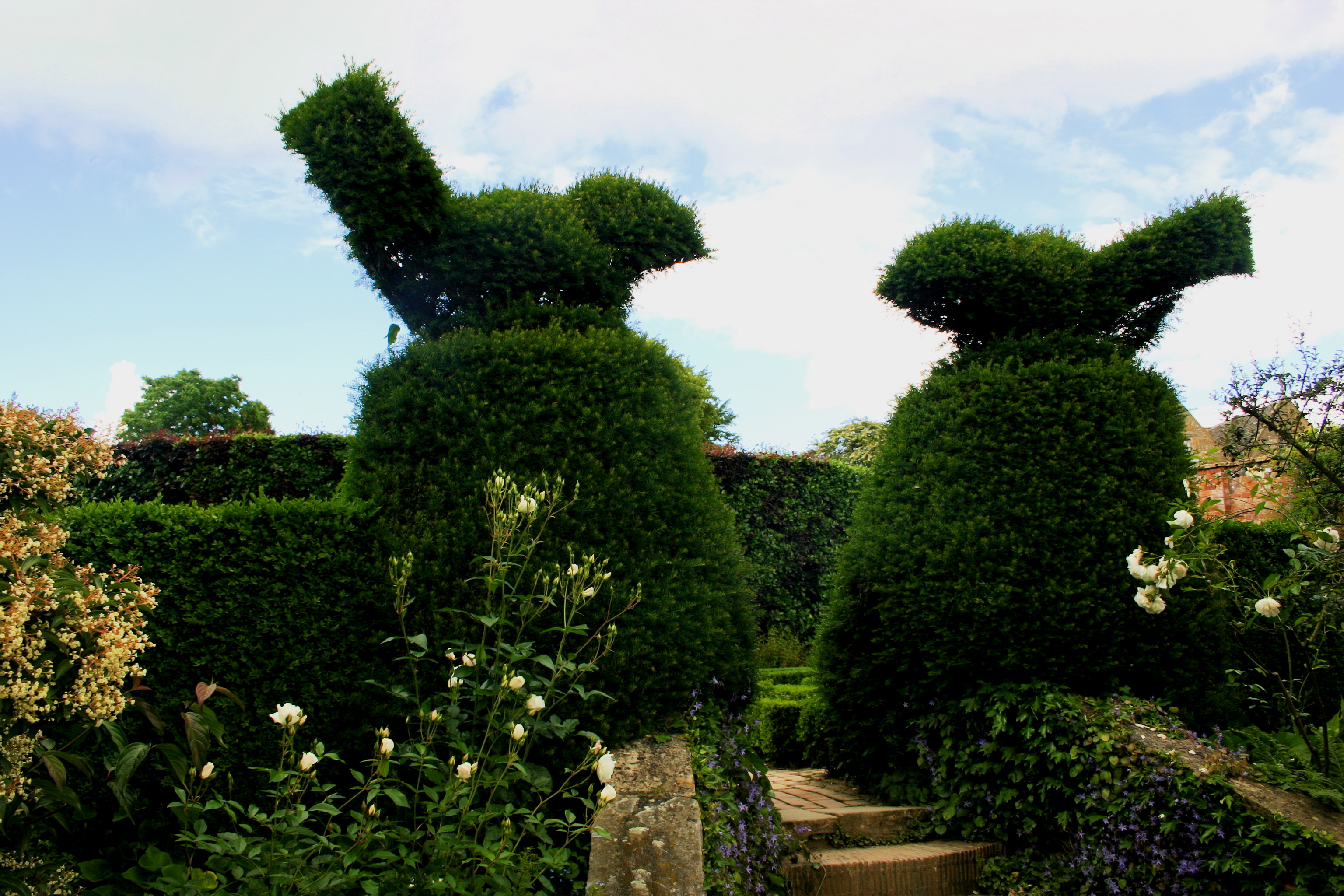
Vormsnoei in Hidcote Manor Gate

Hidcote Manor Garden is een landschapstuin gelegen in de buitenwijken van het dorpje Hidcote Bartrim, in de buurt van Chipping Campden. Het is eigendom van de National Trust.
De tuin werd aangelegd door de Amerikaanse tuinier majoor Lawrence Johnston. De tuin bevat vele zeldzame bomen, struiken en borders met vaste planten. 
Ze wordt vaak omschreven als een van de grote Arts and Crafts-tuinen van Engeland.
Door het creatieve gebruik van buxushagen, haagbeuk, taxus en stenen muren ziet de tuin er uit als een reeks van buitenkamers elk met eigen karakter en thema. Deze kamers, zoals de Witte Tuin en de Fuchsia Garden zijn met elkaar verbonden. Sommige hebben imaginaire vergezichten en vormbomen, vijvers en fonteinen. Allen hebben bloemenperken. 
Ze omringen het 17e-eeuws landhuis. Er zijn ook talrijke bijgebouwen en een moestuin.